# Tevkii Hamza Hamid Paixà
Tevkii Hamza Hamid Paşa (Istanbul 1688/1689-La Meca 1770) fou gran visir otomà.
Va ocupar diversos càrrecs arribant a secretari del gran visir o mektubdju (febrer de 1741) mercès a la protecció de Raghib Pasha, càrrec que va exercir 14 anys. El 25 d'octubre de 1755 fou nomenat ministre d'afers exteriors (reis al-kuttab) i després va ocupar diversos ministeris entre els quals tres vegades el de ketkhuda (interior).
Va arribar al rang de visir l'octubre de 1762 i el 24 de març de 1763 va substituir interinament a Raghib Pasha (que s'havia posat malalt) com a gran visir, i definitivament el 8 d'abril quan Raghib va morir. Fou un mal gran visir que trigava molt a prendre les decisions i li agradava la bona vida, i al cap de set mesos fou destituït (31 d'octubre de 1763) i enviat com a governador a Creta on va restar fins al 1769 quan fou nomenat governador de Djeddah i Habesh. Va morir a la primavera següent a la Meca.